# 삼재도회

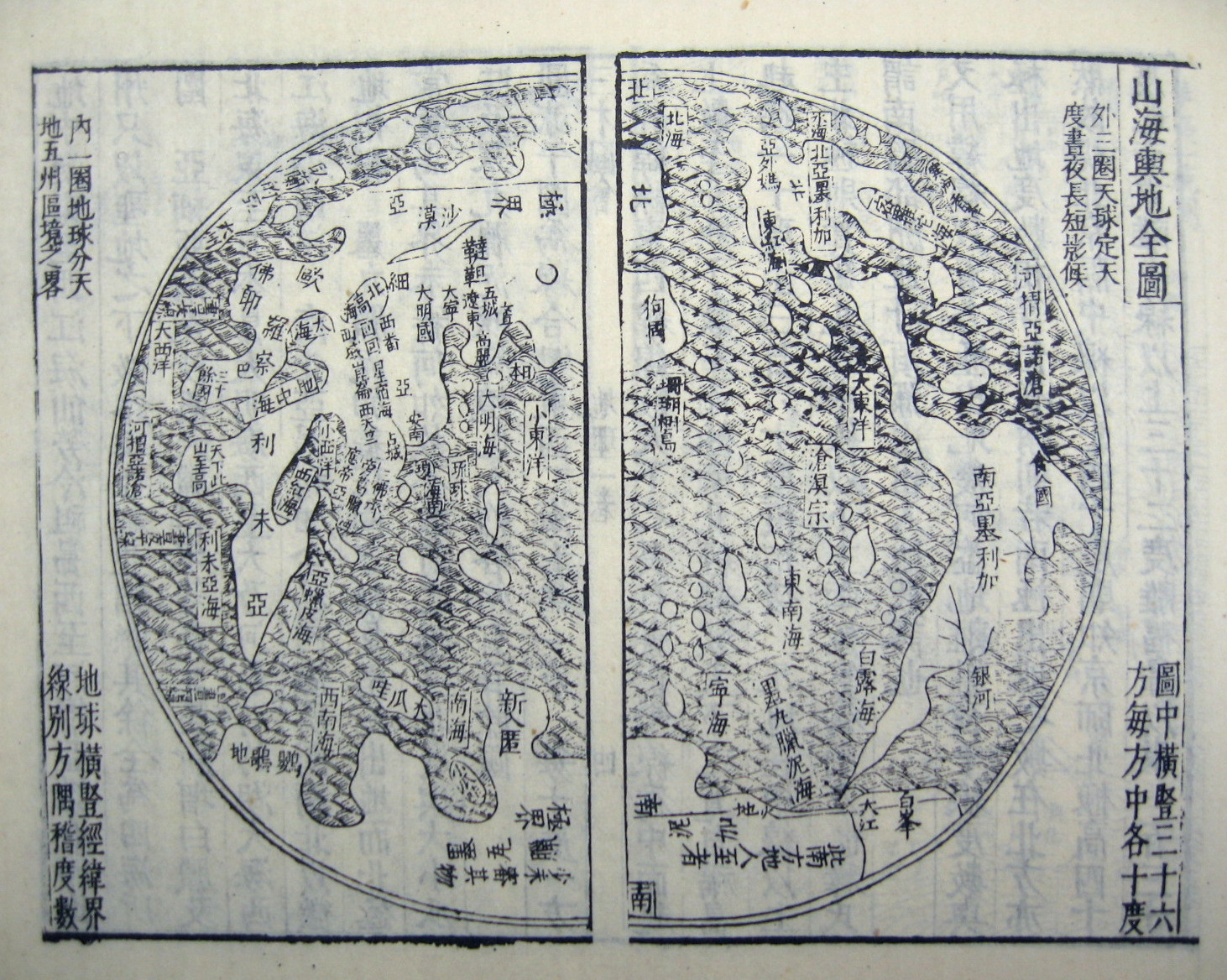
《삼재도회》에 실린 세계지도.

《삼재도회》(三才圖會)는 중국 명(明) 왕조의 왕기(王圻)가 그 아들 왕사의(王思義)와 함께 지은 유서(類書)로, 현대의 백과사전에 가까운 서적이다. 명 만력(萬曆) 35년(1607년)에 완성되었으며, 만력 37년(1609년)에 출판되었다. 전108권.

## 개요
《삼재도회》라는 제목에서 「삼재」(三才)란 《역경》(易經)에 있는 「하늘」, 「땅」, 「사람」을 가리키며, 그 뜻이 변하여 우주에 존재하는 만물을 가리키는 말로 사용되었다. 즉 삼재도회는 우주의 만물을 설명하고 그림으로 이해를 돕는 백과사전이라고 할 수 있다.
천문(天文), 지리(地理), 인물(人物), 시령(時令), 궁실(宮室), 기용(器用), 신체(身體), 의복(衣服), 인사(人事), 의례(儀制), 진보(珍寶), 문사(文史), 조수(鳥獸), 초목(草木)의 총 14문으로 나누고 각 문(門)마다 모두 그림과 설명을 곁들였다. 다만 이 책에 실려 있는 역사 인물의 그림의 경우 역사적으로 그 출처가 확실하지 않아 청(淸) 왕조에서 편찬한 《사고전서총목제요》(四庫全書總目提要)에서도 이 점을 비판하였다.
또한 동식물의 그림에서도 정확한 것도 있지만 후(鱟, 투구게)의 경우처럼 실물과는 다르게 그리거나, 신화에 나오는 동물을 그대로 그린 것도 있다.
《삼재도회》에 수록된 지도 가운데는 당시 중국에 와 있던 서양 선교사들이 가져온 지도를 실은 것도 있다.

## 평가
《삼재도회》는 명대 유서의 교과서적인 서적으로써 명대 지식인들의 세계관을 담고 있는 것으로 평가받는다.
일본 에도 시대의 의사 데라지마 료안(寺島良安)은 이 《삼재도회》를 모방한 《화한삼재도회》를 지었으며, 일본뿐 아니라 조선에까지 전해져 많은 영향을 주었다. 특히 중국의 역사인물의 그림이 다수 포함되어 있어 일본의 중국사 관련 서적에서는 《삼재도회》에 수록된 그림을 가져다 설명하는 경우가 많았다.

## 같이 보기
- 《화한삼재도회》